# Équipe cycliste Nice Métropole Côte d'Azur
Ne doit pas être confondu avec Équipe cycliste Nice.
L'équipe cycliste Nice Métropole Côte d'Azur est une équipe cycliste française ayant le statut d'équipe continentale depuis 2022.

## Histoire de l'équipe

### 1963-2021: équipe de formation régionale

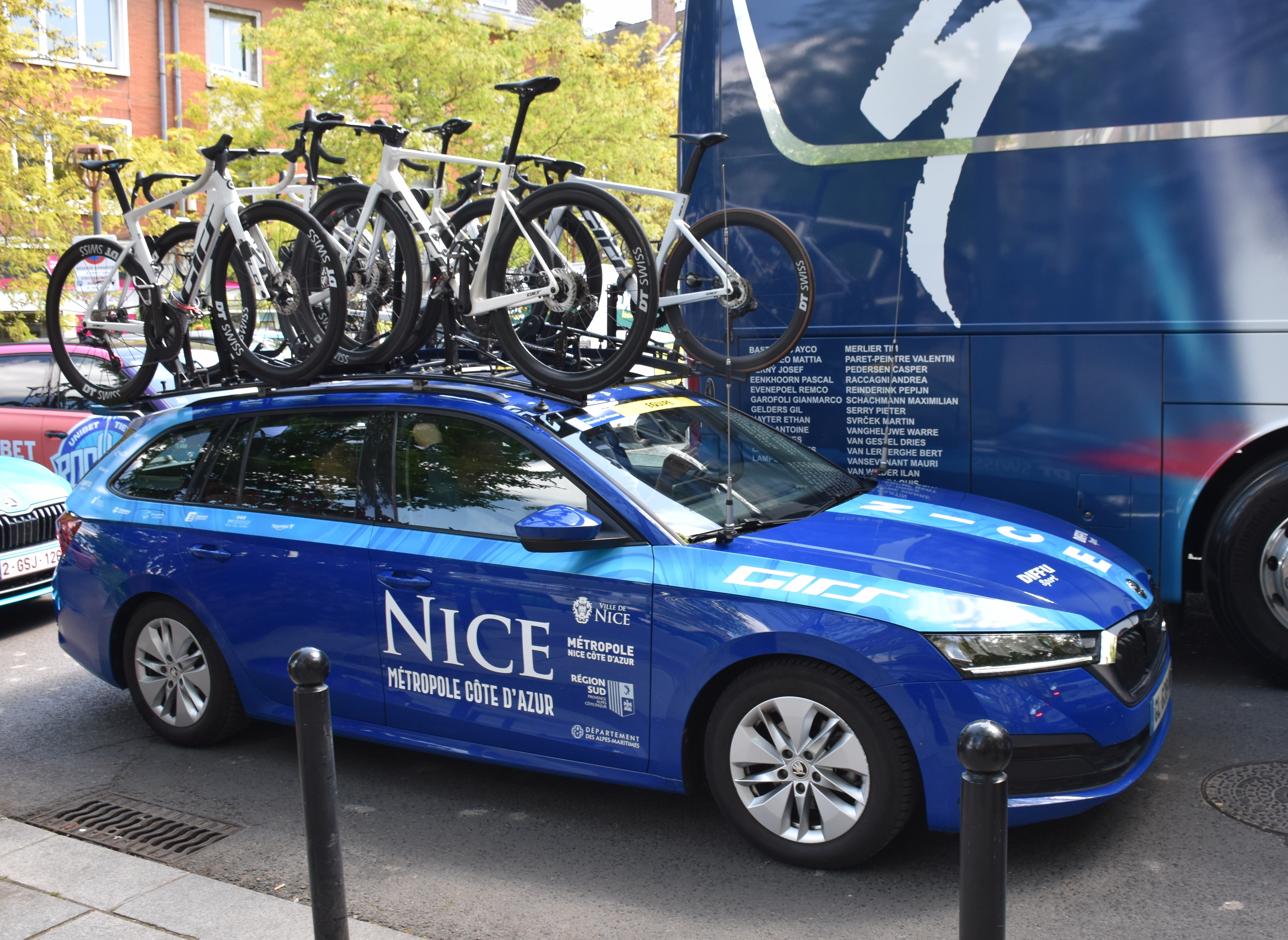
Véhicule Nice Métropole Côte d'Azur lors des Quatre Jours de Dunkerque 2025.

Depuis sa création en 1963, le « Sprinter Club de Nice » comme il était nommé initialement, a vu passer des coureurs comme Nicolas Roche, Charly Bérard ou Aurélien Passeron au sein de la formation.

#### 2021: début du Sprinter Nice Métropole
En octobre 2020, l’ancien cycliste Jérôme Pulidori intègre l’équipe et en devient le manager principal. Il fait venir un nouveau sponsor pour 2021, la Métropole Côte d’Azur, et fixe comme objectif le passage au statut professionnel en deux ans,,.

### Depuis 2022: changement de stature et statut professionnel

#### 2022:  première saison de transition
Le Sprinter Nice Métropole, fort de ses nombreux succès régionaux, nationaux et internationaux avec plus de 18 victoires dont 5 UCI, rebaptisée Nice Métropole Côte d'Azur devient professionnelle en 2022,. L’année 2022 voit également la création d’une équipe féminine comptant dès la première année une vingtaine de jeunes cyclistes. L’objectif de l’équipe est d’être invité sur Paris-Nice en trois saisons, et de maintenir les invitations pour pouvoir espérer la montée en division 2.

#### 2023-2024: victoires en Afrique
En 2023 sur le Tour d'Algérie, le Nice Métropole réalise de bons résultats en terminant sur le podium des étapes 4, 6 et 8, et en remportant le classement général final avec Paul Hennequin,.
En 2024, c’est au tour du Tour du Maroc d’être remporté par un pensionnaire de l’équipe. Axel Narbonne-Zuccarelli s’impose sur cette course nord-africaine tandis que quatre autres coureurs de l’équipe ont remporté chacun leur bouquet.
En fin de saison, Paul Hennequin, licencié depuis ses 17 ans, quitte l’équipe et rejoint la formation Euskaltel-Euskadi pour deux ans,.

#### 2025
Sur l’Étoile de Bessèges en début de saison, Andréa Mifsud signe une bonne performance pour l’équipe en terminant 8e de l’étape reine de la course, se terminant au sommet du mont Bouquet. Quelques jours plus tard sur le Tour de La Provence, Damien Girard remporte le classement de la montagne tandis qu’Alexander Konijn s’adjugeait un podium sur la 3e étape. En mai, Jaakko Hänninen termine 11e du Mercan'Tour Classic Alpes-Maritimes. En juin, Narbonne-Zuccarelli prend sa retraite et deux jeunes sont promus depuis l’équipe U19 à partir du 1er août.

## Sponsors
Depuis 2022, les quatre sponsors de l’équipe sont la Ville de Nice, la Métropole Côte d’Azur, le Conseil départemental des Alpes-Maritimes et la Région Sud. Si ces sponsors sont suffisants pour financer l’équipe en division continentale, un accès en continental pro. devra se faire avec un nouveau sponsor, privé.

## Principales victoires

### Courses par étapes
- Tour d'Algérie : 2023 (Paul Hennequin)
- Tour du Kosovo : 2021 (Tristan Delacroix)
- Tour du Maroc : 2024 (Axel Narbonne-Zuccarelli)
- Tour de Serbie : 2021 (Jean Goubert)

## Classements UCI
L'équipe participe aux épreuves des circuits continentaux et en particulier à celles de l'UCI Europe Tour. Les tableaux ci-dessous présentent les classements de l'équipe sur les différents circuits, ainsi que son meilleur coureur au classement individuel.
UCI Europe Tour
| UCI Europe Tour | UCI Europe Tour        | UCI Europe Tour                           | UCI Europe Tour |
| Année           | Classement par équipes | Meilleur coureur au classement individuel |                 |
| --------------- | ---------------------- | ----------------------------------------- | --------------- |
| 2022            | 73e                    | Jonathan Couanon (717e)                   |                 |
| 2023            | 85e                    | -                                         |                 |
|                 |                        |                                           |                 |
| Source : UCI    |                        |                                           |                 |

L'équipe est également classée au Classement mondial UCI qui prend en compte toutes les épreuves UCI et concerne toutes les équipes UCI.
| Classement mondial | Classement mondial     | Classement mondial                        | Classement mondial |
| Année              | Classement par équipes | Meilleur coureur au classement individuel |                    |
| ------------------ | ---------------------- | ----------------------------------------- | ------------------ |
| 2022               | 122e                   | Darel Christopher Jr. (819e)              |                    |
| 2023               | 153e                   | Paul Hennequin (1071e)                    |                    |
| 2024               | 114e                   | Paul Hennequin (927e)                     |                    |
|                    |                        |                                           |                    |
| Source : UCI       |                        |                                           |                    |

## Encadrement
| Année | Code UCI | Pays   | Nom                        | Vélo     | Statut | Encadrement                                              |
| ----- | -------- | ------ | -------------------------- | -------- | ------ | -------------------------------------------------------- |
| 2021  | non-UCI  | France | Sprinter Nice Métropole    | Lapierre | N2     | Manager : Jérôme Pulidori                                |
| 2022  | NMC      | France | Nice Métropole Côte d’Azur | Lapierre | Conti. | Manager : Jérôme Pulidori Dir. sportif : Frédéric Doutre |
| 2023  | NMC      | France | Nice Métropole Côte d’Azur | Lapierre | Conti. | Manager : Jérôme Pulidori Dir. sportif : Frédéric Doutre |
| 2024  | NMC      | France | Nice Métropole Côte d’Azur | Girs     | Conti. | Manager : Jérôme Pulidori Dir. sportif : Frédéric Doutre |
| 2025  | NMC      | France | Nice Métropole Côte d’Azur | Girs     | Conti. | Manager : Jérôme Pulidori Dir. sportif : Frédéric Doutre |

## Nice Métropole Côte d'Azur en 2025
Effectif
| Effectif 2025                                  | Effectif 2025     | Effectif 2025    | Effectif 2025                              |
| Cycliste                                       | Date de naissance | Pays             | Équipe précédente                          |
| ---------------------------------------------- | ----------------- | ---------------- | ------------------------------------------ |
| Melvin Crommelinck                             | 7 décembre 2004   | France           | AG2R Citroën U23 Team (2023)               |
| Damien Girard                                  | 14 décembre 2001  | France           | CC Nogent-sur-Oise (2022)                  |
| Noah Knecht                                    | 14 novembre 2000  | France           | Vendée U Pays de la Loire (2023)           |
| Alexander Konijn                               | 15 octobre 1999   | Pays-Bas         | AVC Aix-en-Provence (2023)                 |
| Andrea Mifsud                                  | 28 mai 1999       | Malte            | Swiss Racing Academy (2021)                |
| Axel Narbonne-Zuccarelli (–29 juin)            | 31 mai 1998       | France           | AVC Aix-en-Provence (2022)                 |
| Andrei Carbunarea                              | 25 avril 2005     | Roumanie         | Lotus Team (2024)                          |
| Carter Guichard                                | 16 septembre 2008 | Nouvelle-Zélande | Decathlon AG2R La Mondiale U19 Team (2024) |
| Jaakko Hänninen                                | 16 avril 1997     | Finlande         | Decathlon-AG2R La Mondiale (2024)          |
| Jahkim Carty (1 août–31 déc., stagiaire)       | 12 septembre 2006 | France           | Nice Métropole Côte d’Azur U19 (2025)      |
| Bohémond Barrillot (1 août–31 déc., stagiaire) | 8 avril 2004      | France           | SCO Dijon (2024)                           |
|                                                |                   |                  |                                            |
| Source : ProCyclingStats                       |                   |                  |                                            |

Victoires
| Victoires | Victoires | Victoires | Victoires | Victoires | Victoires |
| Date      | Course    | Pays      | Classe    | Vainqueur |           |
| --------- | --------- | --------- | --------- | --------- | --------- |